# Администратор вычислительной сети
Администратор вычислительной сети (также называемый сетевой администратор, англ. network administrator) — сотрудник, отвечающий за работу компьютерной сети предприятия в штатном режиме. Код специальности по общероссийскому классификатору профессий рабочих, должностей служащих и тарифных разрядов (ОКПДТР) — 40067.
Возможные коды по Общероссийскому классификатору занятий (ОКЗ) 2511, 2512, 2513, 2519, 2521, 2522, 2523.

## Обязанности сетевого администратора
Основные обязанности:
- установка, конфигурирование и поддержание в рабочем состоянии сетевого оборудования;
- мониторинг сети и своевременное обнаружение и устранение «узких мест»;
- определение и назначение сетевых адресов компьютерам и устройствам сети;
- выбор и конфигурирование сетевых протоколов;
- настройка таблиц маршрутизации;
- управление доступом к разделяемым ресурсам.

Иногда к этим обязанностям добавляется установка и поддержка сетевых сервисов, таких как файловый сервер, шлюз VPN и т. п.
Администратор сети концентрируется на проектировании сети, проверке эффективности её использования и продумывании политики защиты информации.